# 世界语语法

## 基本规则
世界语是一种人工语言，因此，世界语的语法是规则的。世界语只有16条语法规则。
1. 每一个词读写一致。
2. 单词的重音永远在倒数第二个音节上。
3. 没有不定冠词，只有定冠词 la，可用于所有的性、数、格。
4. 名词词尾为 - o，复数形式加词尾 -j 。格只有两种：主格和宾格。宾格由主格加 -n 构成。其它格借助介词来表示。
5. 名词和定冠词末尾的元音字母可以省略，用省略号表示。
6. 形容词以-a 结尾。它的格和数与名词同。比较级用pli 和连接词 ol 构成，最高级用plej 。
7. 人称代词 mi ci、li ŝi ĝi si ni vi ili oni 加形容词词尾（-a）后即构成物主代词。数、格的变化与名词同。
8. 副词词尾为-e，各比较级与形容词同。
9. 基数词（没有词尾变化）是：unu du tri kvar kvin ses sep ok naŭ dek cent（百）mil（千）。几十和几百由数词简单连合构成。序数词加形容词词尾，倍数加后缀-obl-，分数加后缀-on，集合数词加-op-，介词po表示“每……（若干）”。此外，数词也可以有名词和副词形式。
10. 用其它否定词的时候，就不再用ne 。
11. 动词没有人称和数的变化。动词的各种形式：现在时用词尾-as；过去时用词尾-is；将来时用词尾-os；假定式用词尾-us；命令式用词尾-u；不定式用词尾-i。分词（有形容词或副词的意思）：主动现在时-ant-；主动过去时-int-；主动将来时-ont-；被动现在时-at-；被动过去时-it-；被动将来时-ot-；被动式的各种形式都用动词esti的相应形式和所需要的动词的被动分词构成，被动式句子的主体之前所用的介词是de。
12. 介词要求主格。
13. 表示方向时，词末加宾格词尾（-n）。
14. 每一个介词都有一个确定不变的意义，但是如果我们需要一个介词而从意义上看不出应该用哪一个，那时我们就用没有独立意义的介词je　，也可以用没有介词的宾格来代替。
15. 合成词由词的简单连合而成（主要词放在后面）；语法词尾也被看作独立的词。
16. 所谓外来语，即大多数语言取自同一来源的词，在世界语里不加变化地应用，只需照世界语拼写法书写；但如由一个词根派生几个不同的词时，最好只不加变化地采用那个基本词，并由此按照世界语的规则构造出其它的词来。

## 详细语法

### 名词

#### 名词的种类
1. 普通名词（komunaj nomoj）:必須以"O"為後綴 例如：Patro 爸爸，Pomo蘋果
2. 专有名词（propraj nomoj）：第一个字母须大写

#### 名词的性\数\格
1. 名詞設定為陽性，轉成陰性時加-in-（如knabo->knabino)
2. 名詞設定為單數，轉成複數時加j（如knabo->knaboj，knabino->knabinoj）
3. 名詞設定為主格，轉成受格時加n（如knabo->knabon，knaboj->knabojn）

### 動詞

#### 動詞的時態
|                |                | 現在式  | 現在式   | 過去式  | 過去式   | 將來式  | 將來式   |
| 單數           | 複數           | 單數    | 複數     | 單數    | 複數     |         |          |
| 時態           | 時態           | amas    | amas     | amis    | amis     | amos    | amos     |
| 主動分詞       |                | amanta  | amantaj  | aminta  | amintaj  | amonta  | amontaj  |
| 主動分詞       | 宾格           | amantan | amantajn | amintan | amintajn | amontan | amontajn |
| 被動分詞       |                | amata   | amataj   | amita   | amitaj   | amota   | amotaj   |
| 被動分詞       | 宾格           | amatan  | amatajn  | amitan  | amitajn  | amotan  | amotajn  |
| 名詞性主動分詞 |                | amanto  | amantoj  | aminto  | amintoj  | amonto  | amontoj  |
| 名詞性主動分詞 | 宾格           | amanton | amantojn | aminton | amintojn | amonton | amontojn |
| 名詞性被動分詞 |                | amato   | amatoj   | amito   | amitoj   | amoto   | amotoj   |
| 名詞性被動分詞 | 受格           | amaton  | amatojn  | amiton  | amitojn  | amoton  | amotojn  |
| 副詞性主動分詞 | 副詞性主動分詞 | amante  | amante   | aminte  | aminte   | amonte  | amonte   |
| 副詞性被動分詞 | 副詞性被動分詞 | amate   | amate    | amite   | amite    | amote   | amote    |

| 不定式 | 不定式 | ami | ami | ami | ami | ami | ami | 祈使語氣 | 祈使語氣 | amu | amu | amu | amu | amu | amu | 條件語氣 | 條件語氣 | amus | amus | amus | amus | amus | amus |

## 性別語法改革
在《高級世界語語法手冊》（PMEG）的新版本中，對性別語法進行了一些重要的更新。這些更新包括：
1. 中性性別代詞的引入：除了傳統的「li（他）」和「ŝi（她）」之外，社區倡導使用新的中性性別代詞「ri」（也有人建議用「ĝi」）。
2. 陽性/男性詞綴的使用：「-iĉ-」作為表示陽性/男性的詞綴，其使用得到了推廣。
3. 非兩種性別的後綴：解釋了最近提出的非兩種性別的後綴「-ip-」和「-pj-」，以及早前提出的中性後綴「-j-」。
4. 避免性別預判：在可能的情況下，避免使用性別特定的詞彙，例如「persono（人）」可以指任何性別。
5. 詞根分類的調整：一些曾經被分類為陽性詞根的詞，如「orfo」，「rabeno」，「imamo」等，現被重新分類為中性詞根。
6. 新的中性詞根：提出了一些新的中性詞根，如「pajtro」，「ejdzo」等。
7. 性別多樣性的解釋：在前綴「ge-」的章節中添加了關於現代性別多樣性的解釋。